# Fornaci romane di Alcamo
Le fornaci romane di Alcamo sono parte di un complesso archeologico che si trova ad Alcamo Marina (in contrada Foggia) scoperto nel 2000.
Questo antico impianto produttivo ha una particolare importanza a livello internazionale, sia per l'estensione del sito che per la qualità della conservazione.

## Storia
La prima fornace del sito è stata rinvenuta casualmente nel 2000 durante lo svolgimento di alcuni lavori di sbancamento per attività edilizie nella zona.
Fermati subito i lavori, è stata stipulata una convenzione fra la facoltà di Conservazione dei Beni Culturali dell'università di Bologna (sede di Ravenna), l'Assessorato dei Beni Culturali della Regione Siciliana e la soprintendenza di Trapani, che ha dato inizio alle ricerche archeologiche.
A capo di questo progetto è stato scelto Dario Giorgetti, professore di storia romana e di topografia antica nell'Università di Bologna, che ha operato assieme agli allievi della facoltà di Ravenna e del corso di Archeologia Navale di Trapani.
Il professore Dario Giorgetti assieme ad dottor Antonio Filippi hanno effettuato il primo sopralluogo nel giugno 2002: si sono evidenziate delle tracce di una fornace dell'età romana, alquanto ben conservata, nonostante avesse subito gli interventi di scasso delle attività di lottizzazione.
Sono state fatte tre campagne di ricerca: ottobre 2003, ottobre 2004 e settembre 2005: in quella del 2005 sono stati scoperti, nel lato sud, i resti di una terza fornace.
Messa in sicurezza, l'area è stata aperta al pubblico il 23 maggio 2015 (per 2 giorni), grazie all'intesa tra Assessorato alla Cultura del comune di Alcamo, l'Archeoclub d'Italia Calatub (con i suoi volontari) e la soprintendenza dei Beni Culturali di Trapani.
Il 26 aprile 2016 è stato inoltre firmato un accordo tra comune di Alcamo e Archeoclub d'Italia Calatub per valorizzare in pieno il sito archeologico con attività di manutenzione, pulizia, agevolazione per la fruizione e ricerca.

## Descrizione

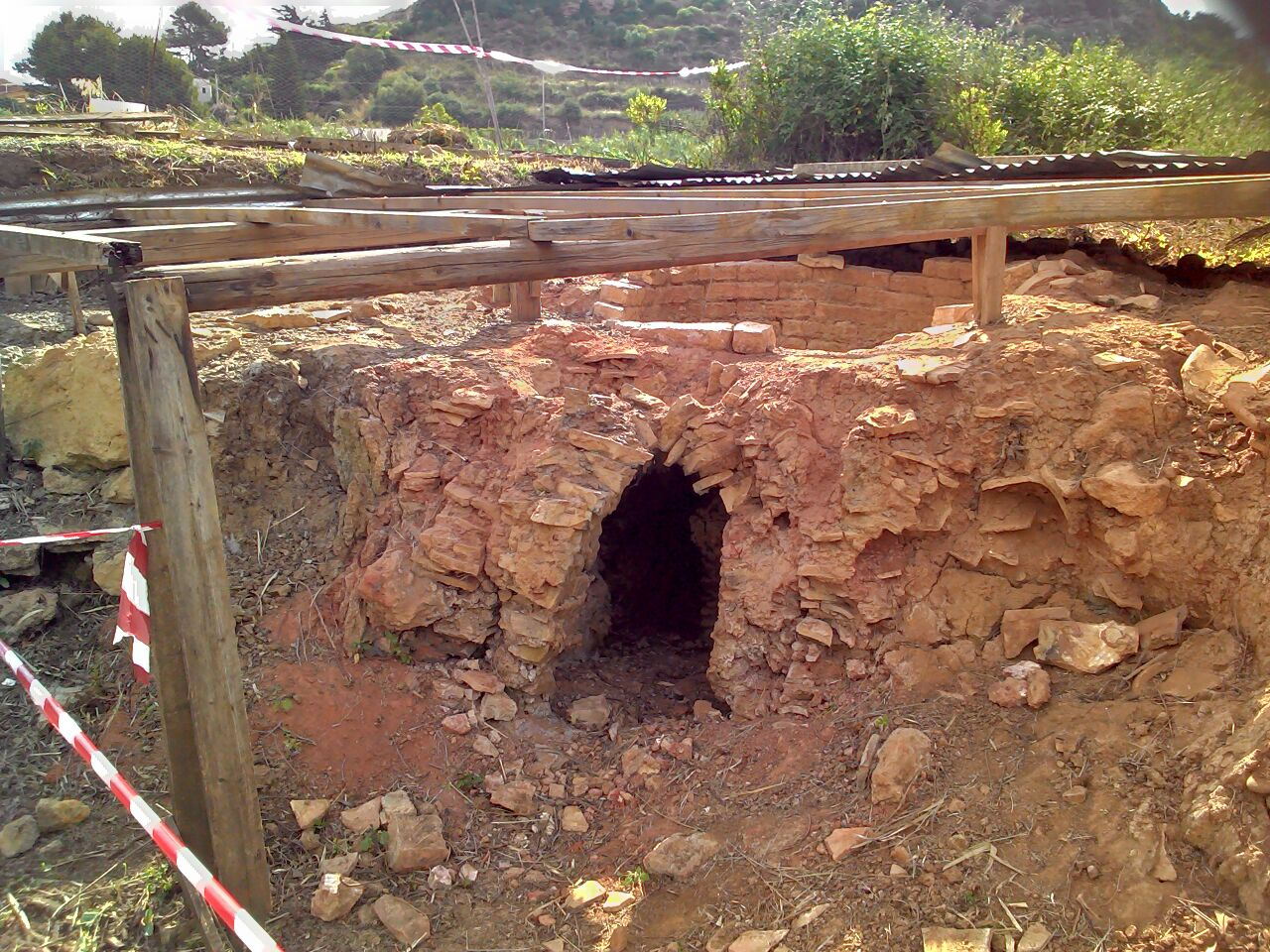
Ingresso di una fornace

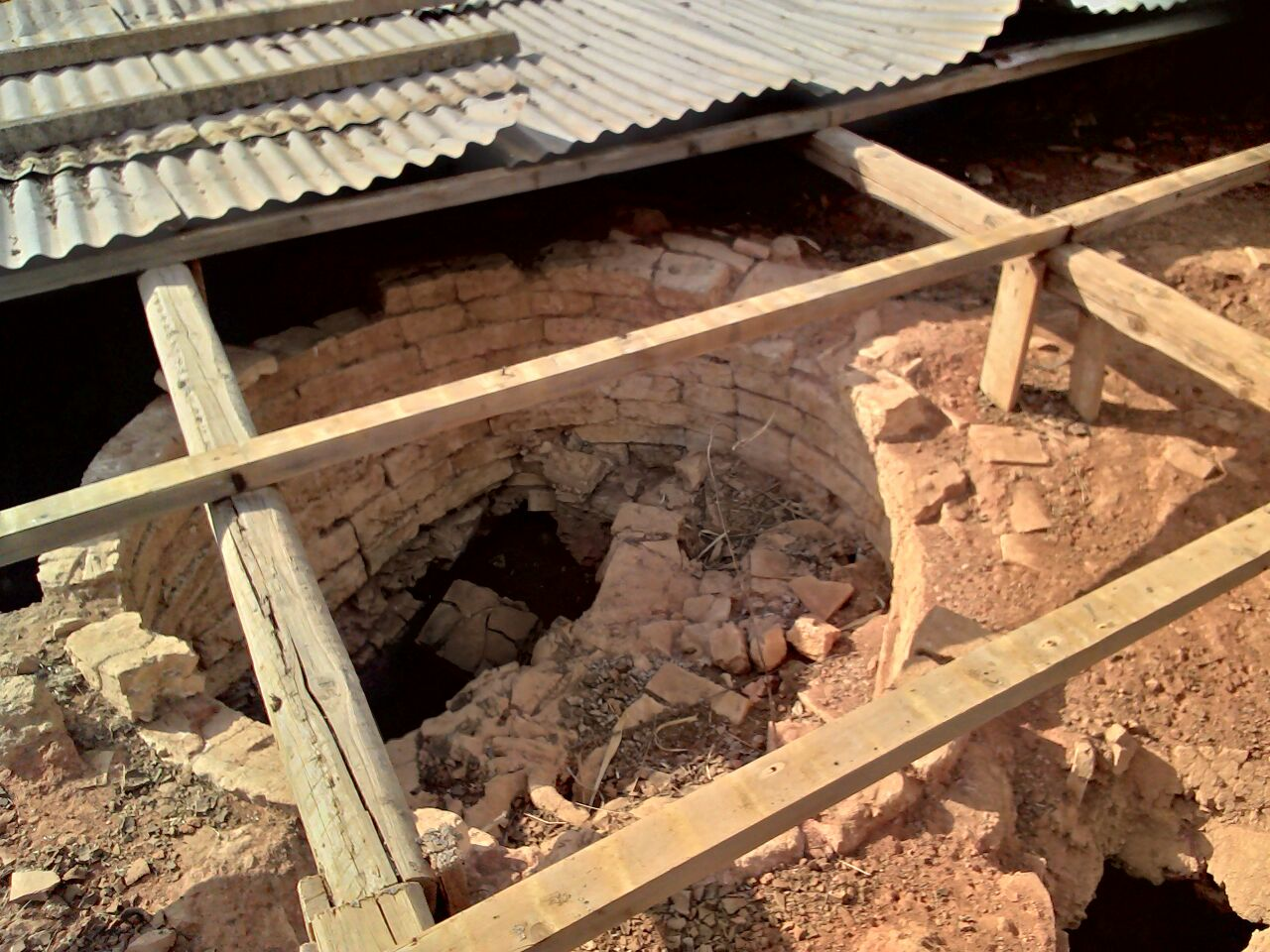
Parte superiore

La zona degli scavi, di proprietà del Comune di Alcamo, si trova al km 43,800 della Strada Provinciale 187, vicino al fiume San Bartolomeo al confine fra Alcamo e Castellammare del Golfo e a monte della linea ferroviaria Trapani–Palermo, nella zona Magazzinazzi.
L'area ha un'estensione di 2500 metri quadrati; si sono scoperte tre fornaci, due locali per la produzione e 5 strutture murarie che delimitano la zona produttiva, fatte con grandi blocchi di calcarenite locale; questi muri servivamo al contenimento della dilatazione del terreno, causato dal calore delle fornaci e maggiormente nelle fasi di riscaldamento e raffreddamento.
Le fornaci, datate fra il I secolo d.C. e la metà del V secolo d.C., sono disposte a "schiera", sull'asse nord-sud. La loro forma è circolare, con un diametro di circa 3 metri e presentano un insolito stato di conservazione.
La struttura della fornace "A" è del tipo "a muffola", di cui esistono pochi esemplari nell'Italia e in Europa di età romana. Risulta ben distinguibile la struttura del praefurnium e parte del corridoio che serviva per l'inserimento della legna.
Considerata la vastità dell'area di lavoro, probabilmente c'erano dei fossi utili per la depurazione dell'argilla, e diverse linee di produzione, magazzini di deposito. 
Si ritiene probabile perfino l'esistenza di addirittura 15 fornaci; ognuna dava lavoro a 8 persone, quindi è probabile che in quest'area esistesse un nucleo abitato.
L'impianto forse apparteneva a una o più famiglie di nobili imprenditori romani. Nella fornace "A" è stato ritrovato un coppo con il bollo Maesi e un segno a forma di croce, del V secolo d.C., e vicino ad Alcamo (in contrada Sirignano) in un'antica villa è stata rinvenuta una tegola con il bollo Maesi Anae. I Maesi erano presenti nella Sicilia dell'età imperiale tardo antica, e ci sono numerose iscrizioni a Termini Imerese, Palermo e Marsala.

## Ipotesi sull'utilizzo
Nel periodo di utilizzo delle fornaci di Alcamo ci sono state almeno due diverse fasi durante la dominazione romana, inoltre, lo scavo ha fatto ritrovare nel settore sud-orientale i resti di un'altra struttura destinata alla produzione della ceramica.

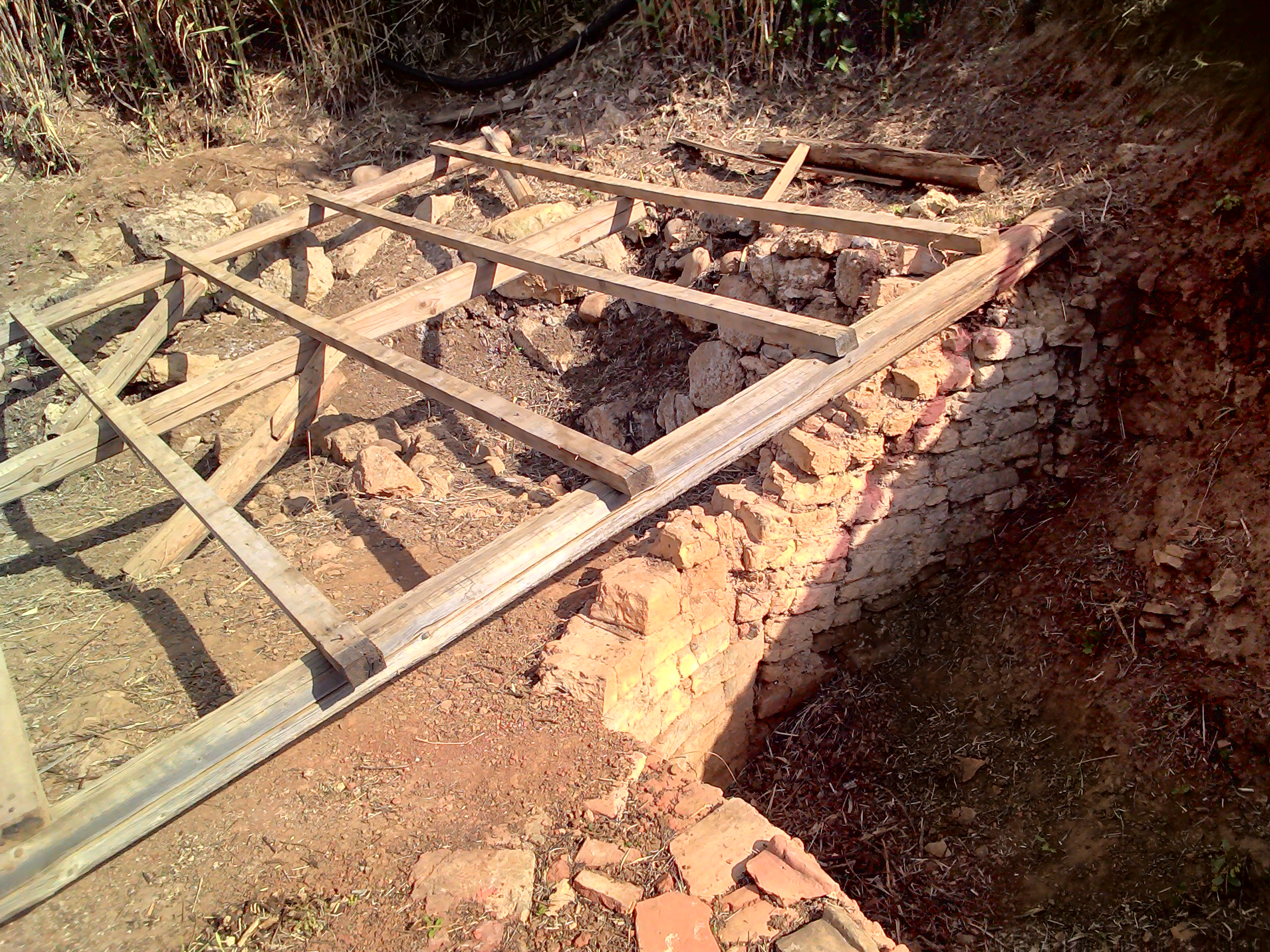
Un muro di contenimento nelle fornaci di Alcamo

Queste fornaci erano utilizzate per la produzione di materiale di uso domestico e da costruzione (stoviglie, anfore, tegole e mattoni, embrici, ceramica comune) e fanno considerare a un possibile collegamento con l'attività commerciale del porto di Castellammare del Golfo, con diverse rotte in direzione della Spagna, Sardegna e Roma.
Il fiume San Bartolomeo, nelle cronache del '700, era ancora un fiume navigabile e a contatto con la vicina Segesta. Il suo delta è il frutto di detriti di due corsi d'acqua (il canale Molinello e il fiume San Bartolomeo), con una notevole presenza di un naturale deposito argilloso e di una fonte d'acqua, occorrenti entrambi per la produzione della ceramica.
Le anfore di tipo Dressel 21 e Dressel 22, scoperte nel sito, forse erano realizzate come contenitori per la frutta e per la conservazione e il trasporto del pesce, soprattutto tonno e sgombro, attestata dai diversi impianti di lavorazione del pesce presenti nel Golfo di Castellammare, a San Vito Lo Capo, a Marsala e nelle isole Egadi.